# Середняя (Шарьинский район)
Середняя — деревня в составе Шангского сельского поселения Шарьинского района Костромской области России.

## География
Расположена в центре района, в междуречье Большой и Малой Шанги.

## История
Согласно Спискам населенных мест Российской империи в 1872 году деревня Средняя относилась к 3 стану Ветлужского уезда Костромской губернии. В ней числилось 9 дворов, проживал 41 мужчина и 48 женщин.
Согласно переписи населения 1897 года в деревне проживал 131 человек (46 мужчин и 85 женщин).
Согласно Списку населенных мест Костромской губернии в 1907 году деревня относилась к Николо-Шангской волости Ветлужского уезда Костромской губернии. По сведениям волостного правления за 1907 год в деревне числилось 23 крестьянских двора и 151 житель. Основным занятием жителей деревни был лесной промысел.

## Население
| 2008 | 2010 | 2014 |
| ---- | ---- | ---- |
| 6    | ↘3   | ↗33  |